# 普洛科普

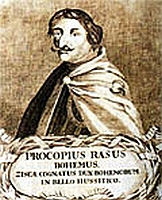
大普洛科普

普洛科普（捷克語：Prokop Veliký)，約1380年—1434年5月10日），又名大普洛科普。波希米亞著名的軍事家，胡斯戰爭中起義軍統帥、激進的塔博爾派領袖。

## 生平
普洛科普於約1380年出生，出生地不詳。
傑式卡去世後，普洛科普繼任為胡斯軍軍事指揮。他繼承和發揚了傑式卡的軍事思想和戰略戰術。他的基本戰略思想是轉防守為進攻。
在第三次反胡斯派十字軍東征失敗後，因為沉寂已久的羅馬教廷和西吉斯蒙德不甘心失敗，又分別於1426年和1431年發動了第四次十字軍東征和第五次十字軍東征。1426年8月底，在反擊第四次十字軍東征的過程中，大普洛科普第一次率軍圍攻境外奧地利的茨威特爾城，殲敵數千名，這表明了胡斯軍轉守為攻的戰略轉變，把戰爭推向敵人的統治區。在大普洛科普率領下，胡斯軍於1427年及1428年先後進軍匈牙利和西里西亞，並於1429年遠征德意志的薩克森和法蘭克尼亞等地，攻勢抵達波蘭及波羅的海沿岸。這一反攻戰略，不僅徹底打退了第四及第五次遠征，而且大大增強了胡斯運動的影響。
羅馬教廷和皇帝西吉斯蒙德看到干涉不但沒有撲滅波希米亞反壓迫的運動，而且使波希米亞各階層更加團結起來，越戰越勇，只好另覓他途。他們用不同手段以削弱捷克軍的力量，可惜徒勞無功，最後他們只好利用和談來分化瓦解胡斯軍。
1430年代初，波希米亞發生了重大的社會變革，胡斯黨人分裂為聖杯派和塔博爾派，也稱作溫和派和激進派。經濟和政治上較穩固的聖杯派開始與封建天主教陣營勾結。貧民革命軍成了聖杯派前進道路上的障礙，市民階級和貴族公開背叛人民，其力量已佔三倍優勢。溫和的聖杯派在長期鬥爭中，已掌握了波希米亞經濟，基本實現了他們的主張，他們不能容忍激進的塔博爾派的繼續發展威脅到自身的利益，就轉而投向敵人來反對塔博爾派。
1432年12月，在巴塞爾宗教會議上，天主教與聖杯派秘密談判，聖杯派的基本要求得到一定的保證後，他們就背叛了塔博爾派。1432年5月，聖杯派在天主教會和皇帝的支持下，在利帕尼與塔博爾派進行了會戰。聖杯派出動了步兵二萬五千人，騎兵數千人，戰車六百輛，而塔博爾派只得步兵一萬，騎兵八百騎和戰車三百六十輛迎敵。聖杯派以優勢兵力佯作強攻，繼而退卻，大普洛科普判斷失誤，把敵人偽裝的撤退當作真正的潰逃，就向敵人猛烈地撲去，從而削弱和破壞了大車防禦工事的防守。這時，敵軍騎兵突然攻擊塔博爾軍的側翼，並襲擊了幾乎毫無防禦的營地，塔博爾騎兵將領恰克率領騎兵臨陣脫逃，導致全軍的潰敗，大普洛科普等陣亡。利帕尼之戰標誌著胡斯戰爭的基本結束。
塔博爾派的殘部一直堅持到了1437年，在西翁之戰中才被殲滅，塔博爾城則維護了相對的獨立，直到1452年才陷落。